# ديك غريفي
ديك غريفي (بالإنجليزية: Dick Griffey)‏ هو مدير تنفيذي موسيقي ‏ ومنتج أسطوانات وملحن أمريكي، ولد في 16 نوفمبر 1938 في ناشفيل في الولايات المتحدة، وتوفي في 24 سبتمبر 2010 في لوس أنجلوس في الولايات المتحدة.

## وصلات خارجية
- ديك غريفي على موقع IMDb (الإنجليزية)
- ديك غريفي على موقع ميوزك برينز (الإنجليزية)
- ديك غريفي على موقع ديسكوغز (الإنجليزية)